# 刺青 (小說)
《刺青》（しせい），日本作家谷崎潤一郎的小說。1910年发表。
《刺青》是谷崎潤一郎受虐美學的代表作。《刺青》這部小說描述一位年輕的刺青師傅在一名美麗女子背上刺上一隻蜘蛛。

## 外部連結
- 『刺青』：新字新仮名 - 青空文庫（日語）